# Vliegveld Leopoldsburg
Het Vliegveld Leopoldsburg - Beverlo is onderdeel van het militaire Kamp van Beverlo. Het bevindt zich op de grens van Beverlo en Hechtel in het controlegebied van Vliegbasis Kleine-Brogel.
De 4e Regionale Direktie der Bouwwerken gaf aan Aeroclub Sanicole vzw een vergunning om een vliegveld uit te baten. Deze club is er sinds 1971 gevestigd mede dankzij de inzet van Lucien Plees, de toenmalige burgemeester van Beverlo. Op 29 april 1972 werd het luchthavengebouw officieel ingehuldigd. De naam Sanicole is afkomstig van de sanitaire groothandel van wijlen stichter Lucien Plees.
Voor defensie heeft dit veld nu de status van een landingsstrip. Het wordt ook nog gebruikt door para's van Schaffen en door Agusta A109-helikopters van de Belgische luchtcomponent.

## Vliegshow
Elk jaar in september wordt de internationale Sanicole vliegshow georganiseerd op dit vliegveld. De enige burgerluchtvaartshow van België. In 2011 was de airshow toe aan haar 35ste editie. Dit was ook het tweede jaar dat er, naast de gebruikelijke airshow op zondag, ook een sunset airshow werd gehouden.

## Experimental Days
Sinds 2015 worden hier ook de Experimental Days georganiseerd. Dit evenement heeft plaats elk eerste weekend van juli en brengt vliegtuigbouwers en restaurateurs van over heel Europa naar Sanicole. 

## Pukkelpop
In 1988 en 1990 werd het bekende Belgische festival Pukkelpop hier georganiseerd. Het verhuisde van Heppen in Leopoldsburg naar het vliegveld. Hier speelde onder andere Nick Cave en Ramones.
In 1991 verhuisde het festival opnieuw, dit maal naar Kiewit, Hasselt, waar het nog steeds georganiseerd wordt.